# کوش پیل‌دندان
کوش پیل دندان در کوش نامه ایرانشان برادر زاده ضحاک ماردوش است و سرگذشتی ۱۵۰۰ ساله دارد. در کوش نامه پدر او کوش نام دارد و مادرش دختری از قبیله پیلگوشان در چین است. پس از تولد او، پدرش از دیدن چهره زشت و اهریمنی فرزندش خشمگین می‌شود و مادرش را به قتل می‌رساند و کوش نوزاد را در جنگلی رها می‌کند، آبتین این کودک را در جنگل پیدا می‌کند و او را بزرگ می‌کند. کوش پیل دندان در سپاه آبتین با پدرش می‌جنگد اما زمانی که از گذشته خود آگاه می‌شود به آبتین خیانت می‌کند.
بر طبق داستان‌های کوش نامه ایرانشان، کنعان و انوشین حاصل ازدواج کوش پیل دندان و نگارین دختر وزیرش نوشان هستند؛ همچنین نمرود و کوش نیز نوه‌های کوش پیل دندان و پسران کنعان هستند. به نظر می‌رسد کوش پیل دندان در کوش نامه همان کوش پسر حام در تورات باشد. ایرانشان در کتاب کوش نامه عناصر سامی را به ضحاک مرتبط کرده است.

## درکوش نامه

فتح خمدان، پایتخت چین، به‌دست طیهور، شاه شیلا. برگی از تنها نسخه شناخته‌شده از کوش‌نامه، در دفترنامه چهار حماسه واقع در کتابخانه بریتانیا.

آزمودن سلکت، به دست فرستادگان آبتین، برای سپردن فریدون به او. برگی از تنها نسخه شناخته‌شده از کوش‌نامه، در کتابخانه بریتانیا.

ضحاک پس از کشتن جمشید و نشستن بر تخت پادشاهی او برای اجتناب از پیشگویی به زیر کشیده شدنش از تخت پادشاهی به دست فرزندی از نوادگان جمشید، برادرش کوش را به چین می‌فرستد تا فرزندان جمشید را از بین ببرد. نوادگان جمشید برای رهایی از چنگال کوش در میان جنگل‌ها سرگردان شدند. کوش در حین جستجوی نوادگان جمشید با قبیله پیلگوشان درگیر جنگ شد و پس از مبارزه با این قبیله و پیروزی بر آن‌ها، دختری زیباروی از قبیله را به عنوان همسر خود می‌گیرد. این دختر، پسری زشت‌روی با دندان‌هایی شبیه به دندان خوک و گوش‌هایی شبیه به گوش فیل به دنیا می‌آورد. کوش از این اتفاق خشمگین شده و به دلیل به دنیا آوردن فرزندی اهریمنی سر از تن آن دختر جدا می‌کند و پسرش را در جنگلی که خانواده جمشید در آنجا پنهان شده بودند رها می‌کند. آبتین سومین نسل از تبار جمشید، کوش پیل دندان را در جنگل پیدا می‌کند و او را مانند فرزند خود بزرگ می‌کند. کوش پیل دندان در کودکی توانایی رزمی فوق‌العاده ای از خود نشان می‌دهد و مدتی در سپاه آبتین با پدرش کوش می‌جنگد. اما در ۳۵ سالگی پدر حقیقی خودش را می‌شناسد؛ زمانی که کوش و پسرش یکدیگر را می‌بینند، با هم متحد می‌شوند تا با آبتین مبارزه کنند و کوش پیل دندان نیز با بریدن سر یکی از پسران آبتین، آن را به پدر واقعی خود تقدیم می‌کند. در ادامه آبتین به شیلا گریخته و به طیهور، شاه آنجا پناه می‌برد. آبتین مورد استقبال گرم طیهور قرار می‌گیرد و با فرانک دختر طیهور ازدواج می‌کند و شبی در خواب، جمشید او را به بازگشت به ایران فرا می‌خواند. در همین زمان کوش می‌میرد و کوش پیل دندان از طرف ضحاک به ریاست بر چین ادامه می‌دهد. در نهایت آبتین و فرانک با تأیید طیهور با کمک دریانوردان مجرب ۱۵ ماه دریانوردی می‌کنند و ابتدا به سقلاب و بلغار می رسند و سپس به گیلان و آمل می‌روند.
فرانک در ایران فریدون را به دنیا می‌آورد. هنگامی که فریدون چهار ساله بود در خواب به آبتین الهام می‌شود تا فریدون را به سلکت بسپارد. سلکت فرمانده قلعه دماوند بود که ضحاک هرگز نتوانست آن را تصرف کند. پس از آن افراد ضحاک آبتین را دستگیر و اعدام می‌کنند و مغزش را خوراک مار‌های ضحاک می‌کنند. وقتی کوش پیل دندان متوجه می‌شود که آبتین از شیلا رفته و به ایران بازگشته است، نقشه‌ای می‌کشد تا شیلا را تصرف کند. با وجود اینکه شیلا تحت حاکمیت طیهور ۳۰۰۰ سال بود که فتح نشده بود، او با روشی هوشمندانه این کشور را تصرف کرد. پس از آن، او کل شیلا را نابود کرد. در این هنگام خبر شکست ضحاک از فریدون به کوش پیل دندان می‌رسد و کوش به چین بازمی‌گردد. فریدون دست و پای ضحاک را می‌بندد و یوغی بر گردن او می‌اندازد و در کوه دماوند زندانی می‌کند.
کوش پیل دندان شهری به نام کوشان را در سرزمینی آن سوی رود اکسوس تأسیس می‌کند و دستور می‌دهد مجسمه ای از خود در شهر برپا کنند و ساکنان را مجبور به پرستش می‌کند. سرانجام فریدون تصمیم می‌گیرد تا به ظلم و ستم کوش پیل دندان بر چین پایان دهد. او در نهایت قارن را با لشکری عظیم به سرزمین چین می‌فرستد. نیروهای فریدون پیروز می‌شوند و قارن در نبرد تن به تن کوش را شکست می‌دهد و به ایران می‌فرستد و در کنار ضحاک در دماوند زندانی می‌کند. کوش به مدت ۴۰ سال در زندان بود تا اینکه لشکری از سیاهان آفریقایی در حبشه و نوبه به شمال آفریقا حمله کردند و تا مصر به راه افتادند. در این هنگام اهالی آن مناطق از فریدون کمک خواستند. فریدون نیروهای ایرانی را برای شکست دادن دشمن به آنجا می‌فرستد و لشکر سیاهان را شکست می‌دهد اما با بازگشت ارتش ایران، دوباره سیاهان به مردم شمال آفریقا و مصر حمله کردند.
فریدون با مشاوران و وزیران خود مشورت کرد و به این نتیجه رسید که ظالمی خشن به غرب فرستاده شود. کوش به اتفاق آرا انتخاب می‌شود و او را از زنجیر رها می‌کنند و به حضور فریدون می‌آورند. کوش از فریدون طلب بخشش می‌کند و قسم می‌خورد که تابع وفادار پادشاه ایران شود. سپس کوش در راس یک ارتش به مصر و شمال آفریقا فرستاده می‌شود. او دشمن را شکست می‌دهد و غنایم را برای فریدون می‌فرستد. کوش همچنین چندین شهر جدید در منطقه ایجاد می‌کند. با این حال، کوش سوگند خود را به فریدون می‌شکند و آشکارا شورش می‌کند. او ایرانیان را در لشکر خود می‌کشد. کوش پادشاهی جدیدی بر پا می‌کند و امپراتوری گسترده‌ای در آفریقا تا حدود اندلس می‌سازد و دستور می‌دهد که تصویر او را در هر خانه بگذارند و هر روز عبادت کنند.
فریدون برای تسلط بر کوش، پسرش سلم را می‌فرستد تا کوش را شکست دهد. سلم بر ارتش کوش پیروز می‌شود اما کوش به غرب می‌گریزد. در این هنگام سه پسر فریدون با یکدیگر درگیر جنگ می‌شوند. سلم و تور با کوش متحد می‌شوند و بردار ناتنی خود ایرج را به قتل می‌رسانند و جهان را با کوش تقسیم می‌کنند. منوچهر نوه ایرج به انتقام خون پدربزرگ خود لشکری بزرگ را برای جنگ با تور و سلم و کوش رهبری می‌کند. تور و سلم در جنگ کشته می‌شوند و منوچهر با گرز گاوسر کوش را زخمی می‌کند و کوش مجروح به کوه طارق می‌گریزد.
چندین سال پس از این جنگ و در زمان پادشاهی کی کاووس، سیاهان آفریقایی دوباره تحت فرماندهی سنجه و ارندو به سرزمین های تحت فرمان کوش حمله می برند و شروع به غارت و تاراج سرزمین های کوش می کنند. در نهایت کوش پیل دندان لشکر خود را فرا می خواند و به جنگ با سیاهان می رود، اما از دیو سپید شکست سختی می خورد. کوش که توانایی مقابله با سیاهان را نداشت با پنهان کردن هویتش به نزد کی کاووس پادشاه ایران می رود و او را فریب می دهد تا به جنگ با سیاهان مازندران برود. کی کاووس در نهایت در جنگ مازندران اسیر می شود و رستم دستان پس از گذر از هفت خان، دیو سپید را می کشد و پادشاه ایران را آزاد می کند.
مدتی پس از آن، کوش در حین شکار از گروه خود جدا می‌شود و گم می‌شود. در راه، در خانه ای توقف می‌کند، صاحب خانه که مردی وارسته و خردمند از نسل جمشید است او را دعوت می‌کند و با او به مباحثه می‌پردازد، در نهایت آن مرد کوش را از گمراهی نجات می‌دهد و کوش از ادعای الوهیت خود دست می‌کشد. در مقابل، آن مرد نیز که پزشک ماهری بود، با عمل جراحی صورت کوش را به شکل انسان برمی‌گرداند و کوش را به راه خدا هدایت می‌کند و کوش ۴۶ سال آینده را صرف یادگیری موضوعات مختلف می‌کند. پس از آن مرد خردمند کوش را متقاعد می‌کند که به زادگاهش بازگردد. کوش به زادگاهش بازمی‌گردد و همه را به پرستش خدای خود تشویق می‌کند.

## سایر کتاب‌ها
در شاهنامه فردوسی صریحاً به نام کوش اشاره نمی‌شود؛ اما عده ای پژوهشگران برآنند که ترکیب پیل دندان در بیت زیر از داستان خاقان چین در شاهنامه تلویحاً اشاره به کوش پیل دندان دارد:
| بدو گفت هومان که سندان نیم |  | برزم اندرون پیل دندان نیم |

در کتاب مجمل التواریخ و القصص هم مانند کوش نامه به حکومت کوش پیل دندان و نبردهای او با ایران اشاره شده است. با توجه به پایان باز کوش نامه و زنده ماندن کوش پیل دندان در پایان داستان، ممکن است او حتی در زمان پادشاهی کی خسرو نیز زنده بوده باشد. در کتاب‌های شاهنامه کردی، هفت لشکر، مشکین نامه و سایر طومارهای نقالی سرنوشت متفاوتی را برای کوش پیل دندان ذکر کرده‌اند و کوش خبیث در دوران پادشاهی کی خسرو به دست افراد مختلفی مانند رستم دستان، رستم یکدست، کوهکش (فرامرز) کشته می‌شود. بر پایه قراین کوش نامه و نیز برخی اشارات تاریخی، به نظر می‌رسد که کوش پیل دندان به مرگ طبیعی از دنیا رفت، اما ظاهراً چون این امر خوشایند توده مردم نبود، بعدها نقالان و داستان گزاران در اصل داستان دست بردند و روایت‌های گوناگونی دربارهٔ مرگ کوش ساختند.

## تبار نامه
|     |     |     |     |     |     |            |            |            |            |            |            |        |        |        |        |        |        |             |             |             |             |             |             | مرداس |       |       |       |       |       |              |              |              |              |              |              |     |     |     |     |     |     |        |        |        |        |        |        |  |  |  |  |  |  |  |  |  |  |  |  |  |  |
|     |     |     |     |     |     |            |            |            |            |            |            |        |        |        |        |        |        |             |             |             |             |             |             |       |       |       |       |       |       |              |              |              |              |              |              |     |     |     |     |     |     |        |        |        |        |        |        |  |  |  |  |  |  |  |  |  |  |  |  |  |  |
|     |     |     |     |     |     |            |            |            |            |            |            |        |        |        |        |        |        |             |             |             |             |             |             |       |       |       |       |       |       |              |              |              |              |              |              |     |     |     |     |     |     |        |        |        |        |        |        |  |  |  |  |  |  |  |  |  |  |  |  |  |  |
|     |     |     |     |     |     |            |            |            |            |            |            |        |        |        |        |        |        | ضحاک ماردوش | ضحاک ماردوش | ضحاک ماردوش | ضحاک ماردوش | ضحاک ماردوش | ضحاک ماردوش |       |       |       |       |       |       | کوش          | کوش          | کوش          | کوش          | کوش          | کوش          |     |     |     |     |     |     |        |        |        |        |        |        |  |  |  |  |  |  |  |  |  |  |  |  |  |  |
|     |     |     |     |     |     |            |            |            |            |            |            |        |        |        |        |        |        | ضحاک ماردوش | ضحاک ماردوش | ضحاک ماردوش | ضحاک ماردوش | ضحاک ماردوش | ضحاک ماردوش |       |       |       |       |       |       | کوش          | کوش          | کوش          | کوش          | کوش          | کوش          |     |     |     |     |     |     |        |        |        |        |        |        |  |  |  |  |  |  |  |  |  |  |  |  |  |  |
|     |     |     |     |     |     | سیندخت     | سیندخت     | سیندخت     | سیندخت     | سیندخت     | سیندخت     |        |        |        |        |        |        | مهراب کابلی | مهراب کابلی | مهراب کابلی | مهراب کابلی | مهراب کابلی | مهراب کابلی |       |       |       |       |       |       | کوش پیل‌دندان | کوش پیل‌دندان | کوش پیل‌دندان | کوش پیل‌دندان | کوش پیل‌دندان | کوش پیل‌دندان |     |     |     |     |     |     | نگارین | نگارین | نگارین | نگارین | نگارین | نگارین |  |  |  |  |  |  |  |  |  |  |  |  |  |  |
|     |     |     |     |     |     | سیندخت     | سیندخت     | سیندخت     | سیندخت     | سیندخت     | سیندخت     |        |        |        |        |        |        | مهراب کابلی | مهراب کابلی | مهراب کابلی | مهراب کابلی | مهراب کابلی | مهراب کابلی |       |       |       |       |       |       | کوش پیل‌دندان | کوش پیل‌دندان | کوش پیل‌دندان | کوش پیل‌دندان | کوش پیل‌دندان | کوش پیل‌دندان |     |     |     |     |     |     | نگارین | نگارین | نگارین | نگارین | نگارین | نگارین |  |  |  |  |  |  |  |  |  |  |  |  |  |  |
|     |     |     |     |     |     |            |            |            |            |            |            |        |        |        |        |        |        |             |             |             |             |             |             |       |       |       |       |       |       |              |              |              |              |              |              |     |     |     |     |     |     |        |        |        |        |        |        |  |  |  |  |  |  |  |  |  |  |  |  |  |  |
|     |     |     |     |     |     |            |            |            |            |            |            |        |        |        |        |        |        |             |             |             |             |             |             |       |       |       |       |       |       |              |              |              |              |              |              |     |     |     |     |     |     |        |        |        |        |        |        |  |  |  |  |  |  |  |  |  |  |  |  |  |  |
| زال | زال | زال | زال | زال | زال |            |            |            |            |            |            | رودابه | رودابه | رودابه | رودابه | رودابه | رودابه |             |             |             |             |             |             |       |       |       |       |       |       | کنعان        | کنعان        | کنعان        | کنعان        | کنعان        | کنعان        |     |     |     |     |     |     | انوشین | انوشین | انوشین | انوشین | انوشین | انوشین |  |  |  |  |  |  |  |  |  |  |  |  |  |  |
| زال | زال | زال | زال | زال | زال |            |            |            |            |            |            | رودابه | رودابه | رودابه | رودابه | رودابه | رودابه |             |             |             |             |             |             |       |       |       |       |       |       | کنعان        | کنعان        | کنعان        | کنعان        | کنعان        | کنعان        |     |     |     |     |     |     | انوشین | انوشین | انوشین | انوشین | انوشین | انوشین |  |  |  |  |  |  |  |  |  |  |  |  |  |  |
|     |     |     |     |     |     |            |            |            |            |            |            |        |        |        |        |        |        |             |             |             |             |             |             |       |       |       |       |       |       |              |              |              |              |              |              |     |     |     |     |     |     |        |        |        |        |        |        |  |  |  |  |  |  |  |  |  |  |  |  |  |  |
|     |     |     |     |     |     |            |            |            |            |            |            |        |        |        |        |        |        |             |             |             |             |             |             |       |       |       |       |       |       |              |              |              |              |              |              |     |     |     |     |     |     |        |        |        |        |        |        |  |  |  |  |  |  |  |  |  |  |  |  |  |  |
|     |     |     |     |     |     | رستم دستان | رستم دستان | رستم دستان | رستم دستان | رستم دستان | رستم دستان |        |        |        |        |        |        |             |             |             |             |             |             | نمرود | نمرود | نمرود | نمرود | نمرود | نمرود |              |              |              |              |              |              | کوش | کوش | کوش | کوش | کوش | کوش |        |        |        |        |        |        |  |  |  |  |  |  |  |  |  |  |  |  |  |  |